# Laleia (Fluss)
Der Laleia (Rio de Laleia, Ribeira Laleia) ist ein osttimoresischer Fluss im Verwaltungsamt Laleia (Gemeinde Manatuto). Er entsteht durch den Zusammenfluss von Caleuc und Mori an der Grenze der Verwaltungsämter Laleia und Lacluta (Gemeinde Viqueque). Wie die meisten Flüsse im Norden Timors fällt auch der Laleia außerhalb der Regenzeit trocken.

## Verlauf

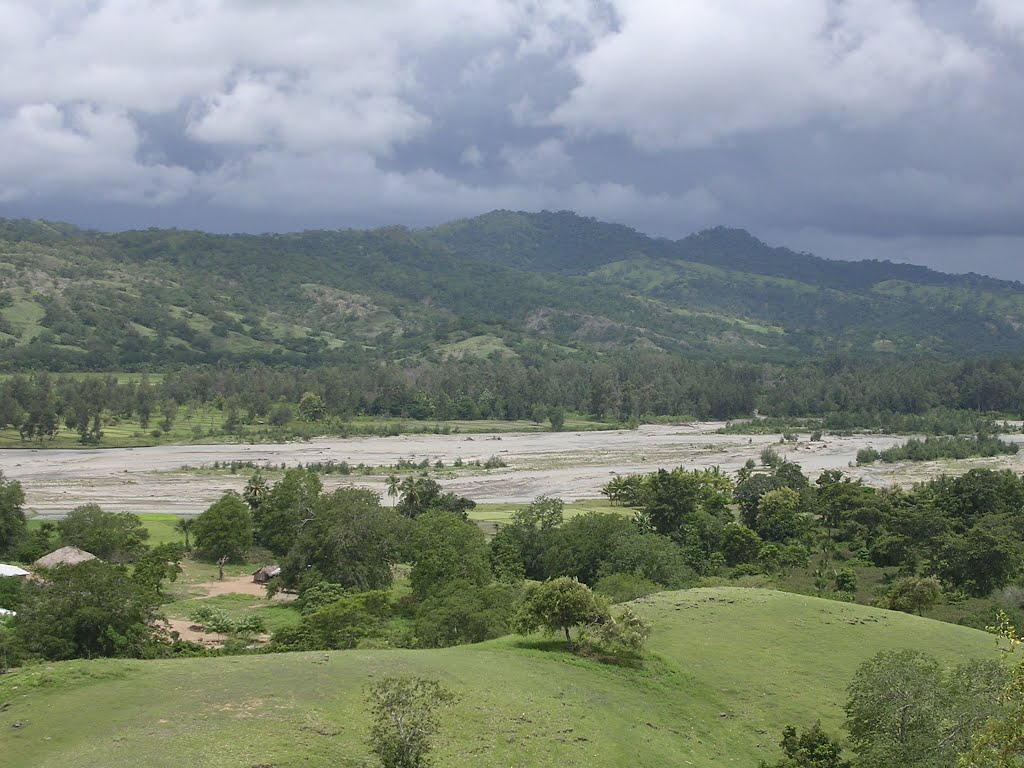
Savanne und Kasuarinen am Laleia

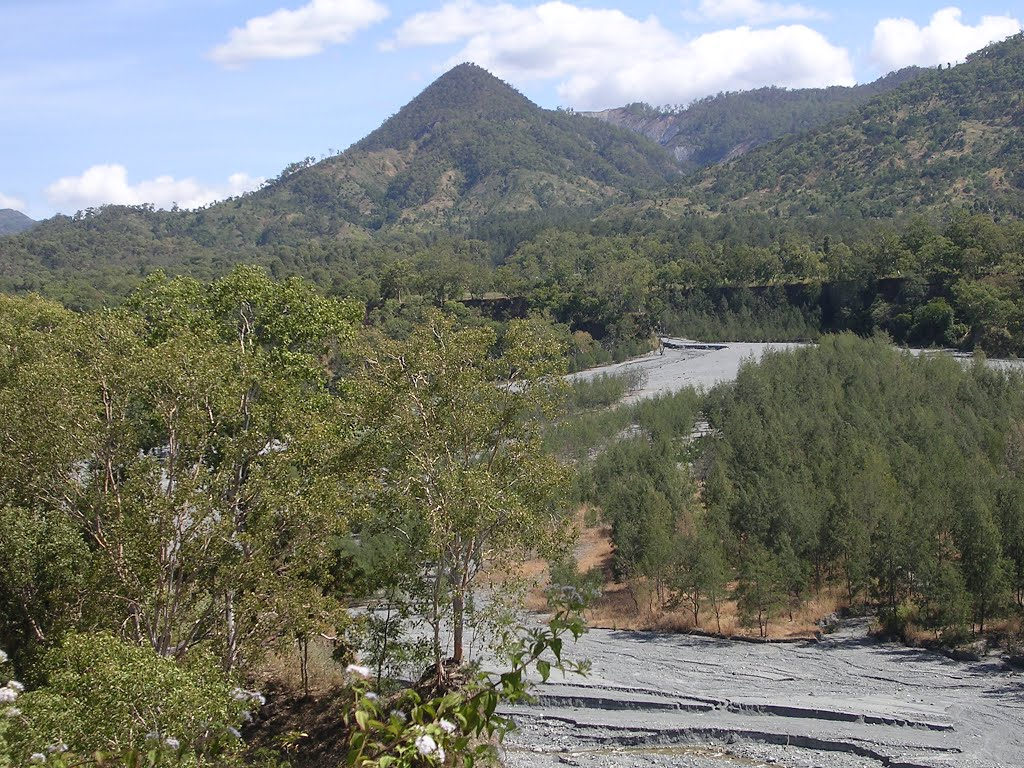
Trockenwald am Fluss im Suco Lifau

Im Norden vom Suco Laline (Lacluta) entspringen die Flüsse Lago Letatice, Buauomeca (beide zusammen bilden den Tutoli) und Abai. Alle münden in den Mori, den Grenzfluss zum Suco und Verwaltungsamt Vemasse (Gemeinde Baucau), der auch einem Stück der Grenze zum Suco Cairui (Laleia) folgt. Der Mori entspringt im Grenzgebiet von den Sucos Ossouala (Vemasse) und Liaruca (Ossu, Gemeinde Viqueque). Aus Liaruca fließt der Badometa und aus Vemasse der Bina in den Mori. Schließlich trifft der Mori auf den Caleuc, den westlichen Grenzfluss zwischen Cairui und Laline. Er entsteht im nördlichen Grenzgebiet zwischen dem Suco Barique (Verwaltungsamt Barique, Manatuto) und Laline und bildet dann den Großteil der Grenze zwischen Laline und Cairui. In den Caleuc münden der Laburaque und der Ladada, die beide in Cairui entspringen. Mori und Caleuc bilden zusammen den Laleia, der durch Cairui weiter nach Norden fließt.
Im äußersten Norden Bariques entspringt der Haeraun. Er durchquert auf seinem Weg nach Norden den Suco Cribas (Verwaltungsamt und Gemeinde Manatuto), fällt hier ein paar Meter den Cribas-Wasserfall runter und trägt ab seinem Wechsel in den Suco Aiteas (Manatuto) den Namen Sorec. Hier mündet der Lago Lulic (deutsch heiliger See) in den Sorec.
In Cribas entspringt der Tuqueli, der weiter nördlich Bucana heißt. Zusammen mit dem Boi, der im Grenzgebiet zwischen Cribas und Cairui entspringt, bildet er zwischen den beiden Sucos als Bueana die Grenze zwischen Aiteas und Cairui, bis er auf den Sorec trifft. Zusammen bilden sie als Baunoi die Grenze zwischen Cairui und dem Suco Haturalan, bis der Baunoi nach Osten schwenkt und beim Ort Raimea in den Laleia mündet.
Im Nordosten verlässt der Laleia Cairui und fließt weiter in den Suco Haturalan, wo kurz nach der Grenze der aus Cairui kommende Lago Haui in den Laleia mündet. Nah der Grenze zum Suco Lifau (Verwaltungsamt Laleia), beim Ort Laleia, mündet der Lago Heuc in den Fluss Laleia. Der Fluss fließt dann durch Lifau weiter nach Norden, folgt dann der Grenze zwischen Lifau und Vemasse und ergießt sich schließlich in die Straße von Wetar.